# Жанетич, Анте
Анте Жанетич (хорв. Ante Žanetić; 18 ноября 1936, Блато, Югославия — 18 декабря 2014, Вуллонгонг, Австралия) — югославский и хорватский футболист, игравший на позиции полузащитника. Олимпийский чемпион 1960 года и вице-чемпион Европы 1960 года.

## Биография

### Клубная карьера
Выступал на позиции правого полузащитника. Его первой командой стал «Дубровник», а большую часть карьеры Анте провёл в сплитском «Хайдуке». В его составе он провёл 250 игр и забил 41 гол.
В 1958 году рассорился с главным тренером своей команды Милованом Чиричем и руководством клуба, обвинив их в дискриминации игроков хорватского происхождения. Этот скандал вскоре вылился в серьёзную вражду между несколькими югославскими командами. Опасаясь преследований, покинул страну по политическим мотивам: продолжил играть в Бельгии за «Брюгге» и «Расинг Уайт». Завершил карьеру по болезни.

### Карьера в сборной
В 1956 году провёл одну игру за сборную СР Хорватии. С 1959 по 1960 годы сыграл 15 игр за сборную СФРЮ и забил два гола. В Риме на Олимпийских играх стал чемпионом, во Франции на чемпионате Европы 1960 года завоевал серебряную медаль.

### Личная жизнь
Анте окончил педагогическое училище и получил диплом учителя физкультуры. С 1967 года жил в Австралии.
Умер в декабре 2014 года в пригороде Вуллонгонга.